# ヤロミル・イレシュ
ヤロミル・イレシュ（Jaromil Jireš、1935年12月10日 ブラチスラヴァ - 2001年10月24日 プラハ）は、チェコの映画監督であり、「チェコ・ヌーヴェルヴァーグ」の映画作家として知られる。

## 来歴・人物
1935年12月10日、チェコスロヴァキア、現在のスロヴァキアの首都ブラチスラヴァに生まれる。プラハ芸術アカデミー映画学部監督科に入学、習作短篇をつくる。バランドフ撮影所に入り、1963年、27歳のとき、『Krik』で長編映画監督としてデビューする。
1965年、イジー・メンツェル、エヴァルト・ショルム、ヴェラ・ヒティロヴァ、ヤン・ニェメツという若手監督によるオムニバス映画『海底の真珠 Perličky na dně』に参加。
ミラン・クンデラの小説『冗談 The Joke』を翻案した同名の映画（1968年）や、ヴィーチェスラフ・ネズヴァル（Vítězslav Nezval）の小説を翻案した映画『闇のバイブル 聖少女の詩』（1970年）を撮った。後者は、ゴシックスタイルで描かれた、若い女性の性のめざめについてのシュルレアリスム映画である。
2001年10月24日、チェコの首都プラハで死去。65歳没。

## おもなフィルモグラフィー
- Horecka　1958年　※デビュー短篇（FAMU製作）
- Krik　1963年　※デビュー長篇、第17回カンヌ国際映画祭コンペティション出品
- ロマンス Romance　1965年

海底の真珠 Perličky na dně　オムニバスの一篇　
参加監督イジー・メンツェル、エヴァルト・ショルム、ヴェラ・ヒティロヴァ、ヤン・ニェメツ
- 冗談 The Joke　1968年　原作ミラン・クンデラ
- 闇のバイブル 聖少女の詩 Valerie a týden divu　1970年
- マルシカの金曜日 ...a pozdravuji vlastovky　1972年　※ロカルノ国際映画祭スペシャルメンション受賞
- エスケープ・ホーム Úteky domu　1980年
- Neúplné zatmení　1982年　※第33回ベルリン国際映画祭コンペティション出品
- 白いたてがみのライオン Lev s bílou hrívou　1986年